# القصور الملكية في أبومية
تتكون القصور الملكية في أبومية من 12 قصرًا موزعة على مساحة 40 هكتارا (100 فدان) في قلب مدينة أبومية في بنين، تأسست مملكة داهومي في عام 1625 على يد شعب فون الذين طوروها إلى إمبراطورية عسكرية وتجارية قوية، هيمنت على تجارة العبيد مع الأوروبيين حتى أواخر القرن التاسع عشر.
وقد أدرجت اليونسكو القصور في قائمة مواقع التراث العالمي في أفريقيا. وبعد ذلك، أدرجت الموقع في قائمة مواقع التراث العالمي المعرضة للخطر حيث تعرضت أبومي لإعصار في 15 مارس 1984. واستنادا إلى الأعمال التصحيحية المنفذة والتقارير الواردة عن عمليات التجديد، قررت اليونسكو إزالة القصور، من قائمة مواقع التراث العالمي المعرّض للخطر، في يوليو 2007
جاء في تقرير اليونكسو لترشيح أبومية:
لقد نجح أثنا عشر ملكاً منذ سنة 1625 حتى 1900 في التحكم بمملكة قوية. وقد بنى جميع الملوك قصورهم ضمن السور باستثناء الملك أكابا الذي بنى قصره بشكل منعزل. وقد حافظوا على نمط بناء واحد من حيث المساحة والمواد المستخدمة. تشكل القصور الملكية موقع مميز للتذكير بحضارة قديمة أندثرت.

## معرض صور

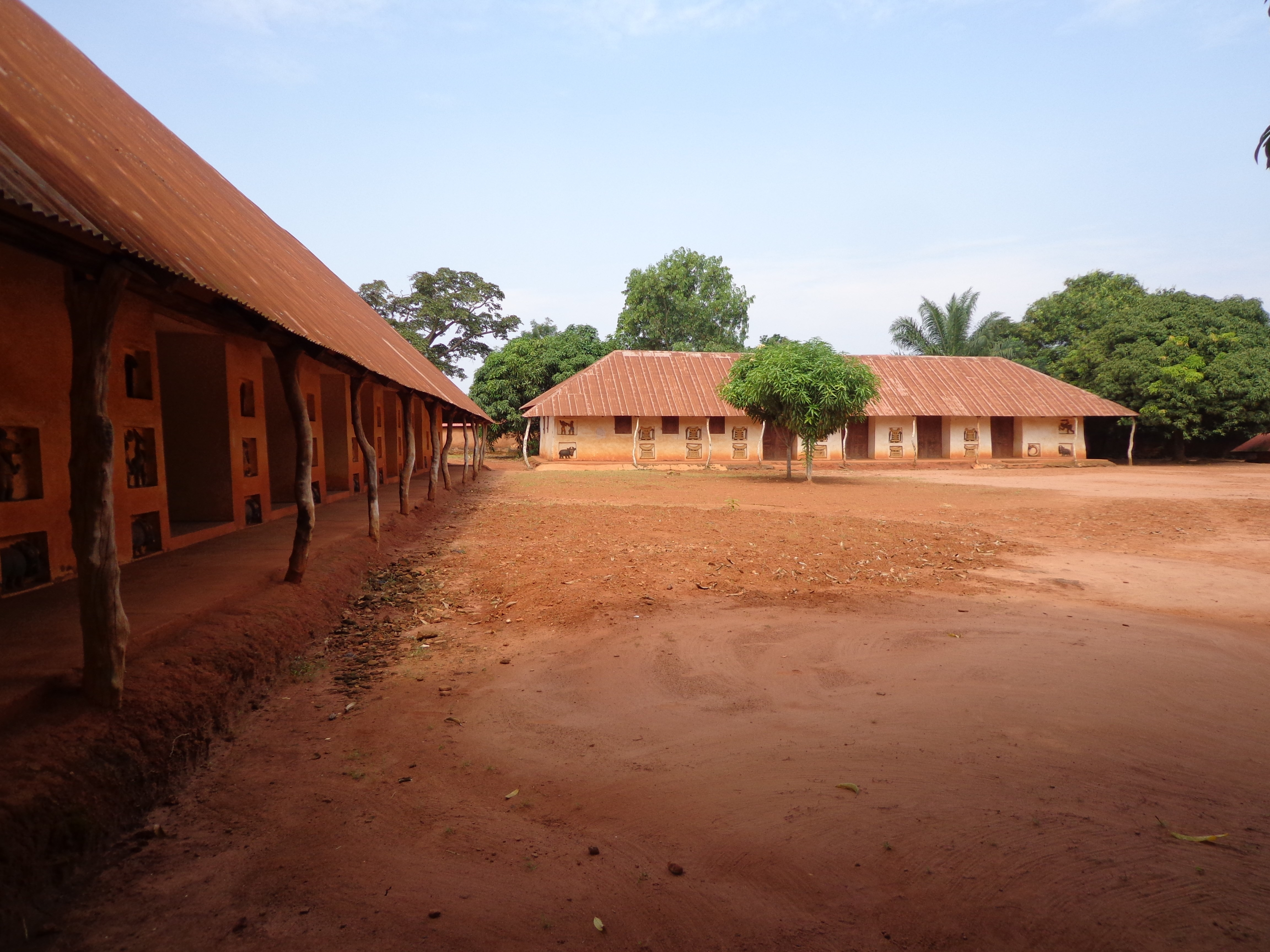
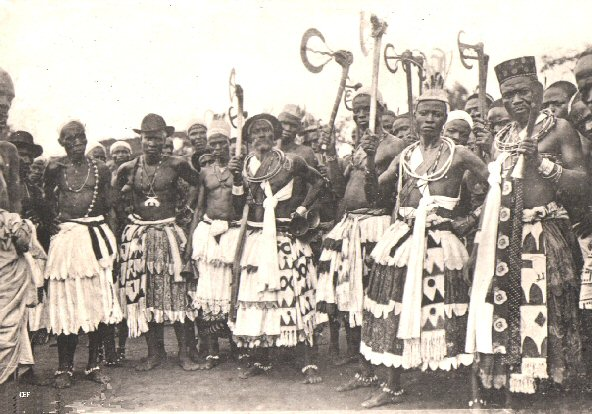
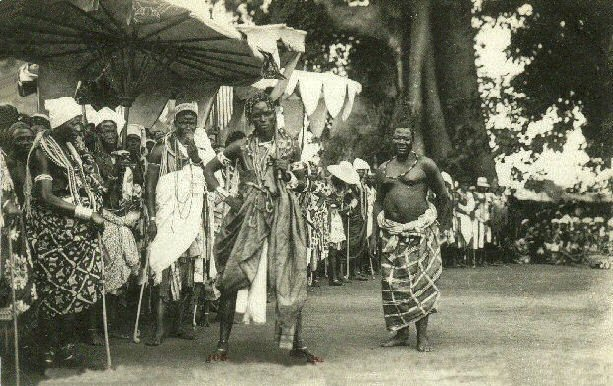
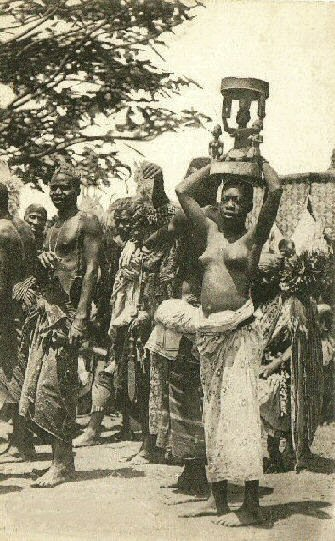
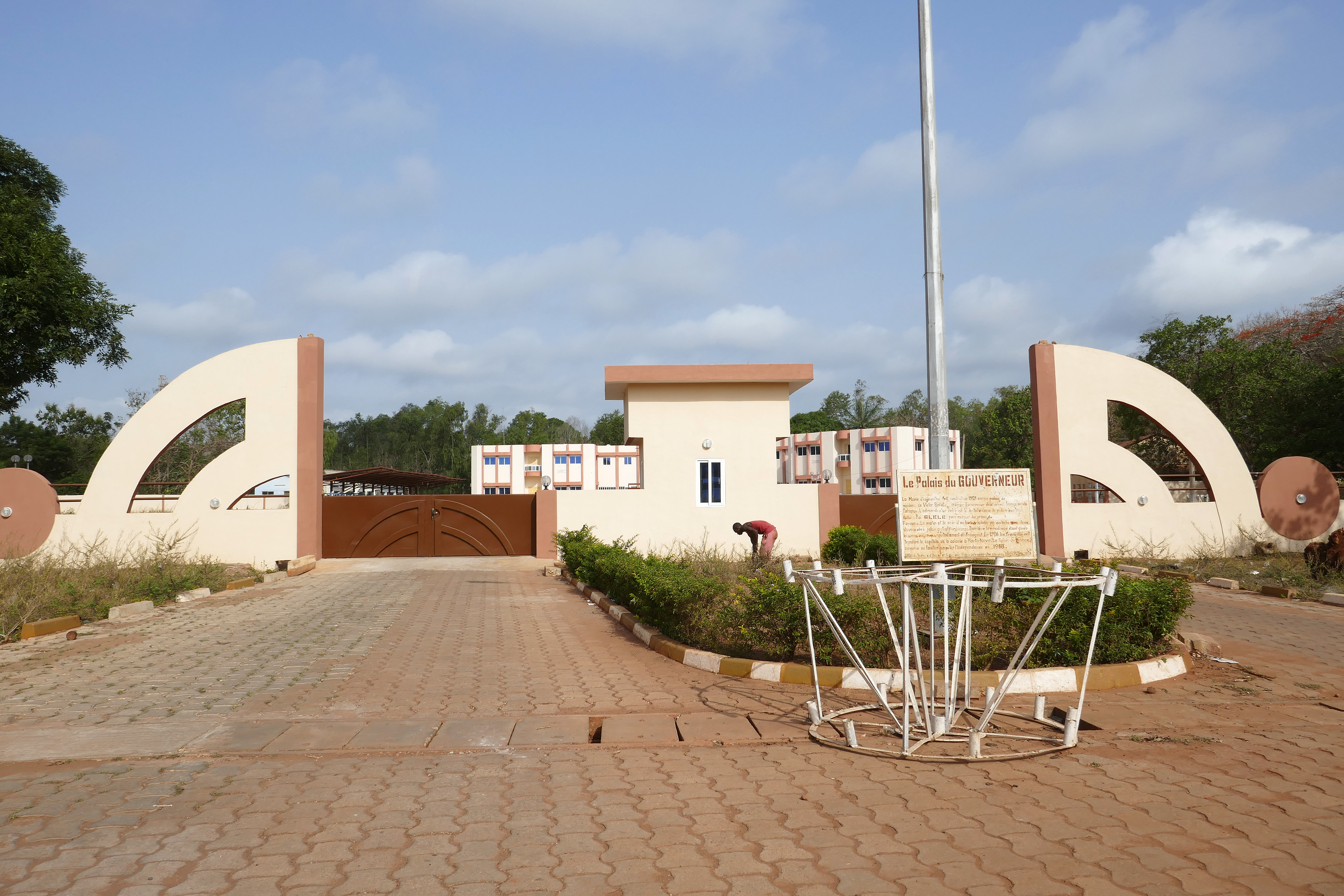

- 1=القصور الملكية في أبوميه